# Amphiasma robijnsii
Amphiasma robijnsii är en måreväxtart som beskrevs av Cornelis Eliza Bertus Bremekamp. Amphiasma robijnsii ingår i släktet Amphiasma och familjen måreväxter. Inga underarter finns listade i Catalogue of Life.